# Labanda amabilis
Labanda amabilis är en fjärilsart som beskrevs av Oswald Beltram Lower 1903. Labanda amabilis ingår i släktet Labanda och familjen trågspinnare. Inga underarter finns listade i Catalogue of Life.